# Philip Jacob Thelott den yngre
Philip Jacob Thelott, född 16 september 1682 i Uppsala, död 10 juni 1750 i Uppsala, var en svensk målare, tecknare, kopparstickare, akademiritmästare och löjtnant.
Han var son till Philip Jacob Thelott och Anna Carsovius och gift första gången med Ingeborg Holmberg och andra gången från 1737 Brita Ingrid Gavelia. Han var bror till Anna Maria Thelott och halvbror till Hans Philip och Olof Thelott. Han fick sin yrkesutbildning av sin far och arbetade med stöd av stipendium regium i tio år för Olof Rudbeck med träsnittsförlagor till Campus Elysii. Tillsammans med sin bror skrevs han in vid Uppsala universitet 1696 men vid Uppsalabranden 1702 flyttade han med sina föräldrar till Stockholm där han fortsatte sin utbildning för fortifikationslöjtnanten Gustaf Torshell. Han antogs som underfyrverkare vid artilleriet 1706 och fick samma år uppdraget att rita av Rijksens Tropheer och Stycken mot betalningen en daler silvermynt stycket. Med hjälp av sin syster Anna Maria utförde han omkring 1300 laverade tuschteckningar av handvapen, ammunition och artilleripjäser. Dessa teckningar utgör i dag ett stort vapenhistoriskt intresse och finns samlade i tre band vid Armémuseums ritningssamling. Han tjänstgjorde som löjtnant 1717–1723 innan han övergick till att undervisa i teckning och kopparstickstekniker han var även verksam som fajansmålare och utförde förlagor till andra fajansmålare. Han utnämndes 1734 till ritmästare vid Uppsala universitet där han även anlitades för renovering av äldre målningar. De sista åren av sitt liv var han mycket skröplig och Carl von Linné skriver 1747 att han varken ser eller hör. Hans produktion var omfattande med illustrationer till vetenskapliga arbeten, böcker, tabeller  samt mindre gouachemålningar. Thelott är representerad vid Hallwylska samlingen, Nordiska museet, Stockholms stadsmuseum, Kungliga biblioteket, Uppsala universitetsbibliotek, Norrköpings konstmuseum och Nationalmuseum.